# Il diavolo piange
Il diavolo piange è un singolo della cantante italiana Rose Villain, pubblicato il 1º maggio 2020 dalle etichette discografiche Arista e Sony Music Italy.

## Video musicale
Il video del diavolo piange è stato girato a New York diretto da Joe Mischo ed è stato pubblicato sul canale YouTube dell'artista il 7 Maggio 2019.

## Tracce
Testi e musiche di Rosa Luini, Andrea Ferrara.
1. Il diavolo piange – 2:34